# قطعنامه ۱۶۷۲ شورای امنیت
قطعنامه  ۱۶۷۲ شورای امنیت سازمان ملل متحد که در تاریخ ۲۵ آوریل ۲۰۰۶ تصویب شد، سندی بین‌المللی دربارهٔ بررسی وضعیت در مورد سودان است. این قطعنامه طی نشست ۵۴۲۳ام با ۱۲ رای موافق، ۰ مخالف و ۳ ممتنع تصویب شد.